# Bulgaria en los Juegos Paralímpicos de Atenas 2004
Bulgaria estuvo representada en los Juegos Paralímpicos de Atenas 2004 por nueve deportistas, seis hombres y tres mujeres. El equipo paralímpico búlgaro no obtuvo ninguna medalla en estos Juegos.